# Yuichi Nishimura
Yuichi Nishimura (西村 雄一Nishimura Yūichi, 17. travnja 1972.) je japanski nogometni sudac koji za FIFA-u sudi na međunarodnim utakmicama, Rođen u Brazilu, Sao Paulo.
Među njima je jedini azijski sudac i jedan od tri suca koji su sudili na Afričkom kupu nacija 2008. u Gani zajedno s pomoćnim sucima Toru Sagarom iz Japana i Jeong Hae-Sang iz Južne Koreje. Nije sudio ni na jednom meču poslije četvrtfinalne utakmice kada nije isključio angolske igrače koji su ga gurali tijekom utakmice s Egiptom. Osim toga je sudio i na Svjetskom prvenstvu za mlađe od 17 godina 2007. godine.
Nishimura je odabran za glavnog suca na utakmici otvaranja Svjetskog prvenstva 2014. godine između Brazila i Hrvatske. Mnogi komentatori su nakon toga naveli brojne pogrešne odluke u korist Brazila koje su u konačnici dovele do rezultata 3:1 pa je Nishimurino suđenje dobilo brojne negativne ocjene. U istom meču je Nishimura postao prvi sudac koji je koristio nestajući sprej na utakmici Svjetskog prvenstva.

## Vanjske poveznice
- Japanese Referee List  Arhivirana inačica izvorne stranice od 29. svibnja 2010. (Wayback Machine)
- AFC Annual Awards